# Tibor Berczelly
Tibor Berczelly   (3 de gener de 1912 - Budapest, 15 d'octubre de 1990) fou un tirador d'esgrima hongarès, especialista en sabre i floret, que va competir entre les dècades de 1930 i 1950.
El 1936 va prendre part en els Jocs Olímpics d'Estiu de Berlín, on guanyà la medalla d'or en la prova del sabre per equips del programa d'esgrima. El 1948, als Jocs de Londres, una vegada finalitzada la Segona Guerra Mundial, va disputar dues proves del programa d'esgrima. Va guanyar la medalla d'or en la prova del sabre per equips, mentre en la de sabre individual quedà eliminat en sèries. El 1952, a Hèlsinki, disputà els seus tercers, i darrers, Jocs Olímpics d'Estiu. En ells disputà tres proves del programa d'esgrima. Guanyà la medalla d'or en la prova de sabre per equips i la de bronze en les de sabre individual i floret per equips.
En el seu palmarès també destaquen set medalles al Campionat del Món d'esgrima, cinc d'or, una de plata i una de bronze, entre les edicions de 1935 i 1954. També fou vint-i-vuit vegades campió d'Hongria, vuit individuals de sabre, 11 per equips de sabre, 8 per equips de floret i un per equips d'espasa.